# Kykeon
 (juillet 2024).

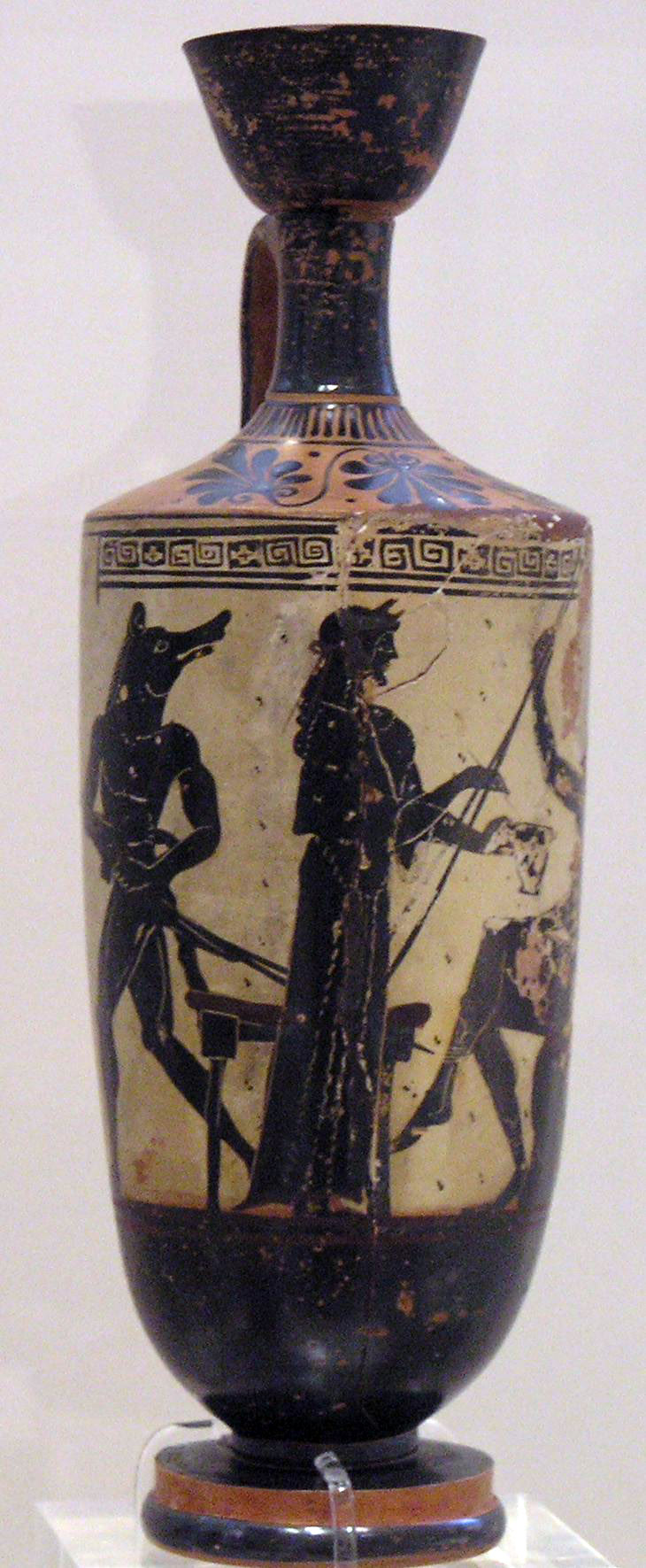
Circé et Ulysse, lécythe à fond blanc du «peintre d'Athéna», v. 490-480 avant JC. Provenant du Musée national archéologique d'Athènes.

Le Kykeon (grec ancien : κυκεών, kykeȏn ; de κυκάω, kykáō ; «remuer, mélanger») était une boisson grecque antique rituelle.
Sa description varie selon les auteurs et les régions dans lesquelles elle est utilisée. Certains affirment qu'il était composé principalement d’eau, d’orge et de substances naturelles. D'autres qu'il devait être préparé avec du vin et du fromage râpé.
Le kykeon fait généralement référence à un mélange psychoactif, comme dans le cas des Mystères d'Éleusis.
Un kykeon était utilisé au point culminant des Mystères pour rompre un jeûne sacré, mais il est également mentionné comme la boisson préférée de paysans grecs.

## Sources anciennes et description
Kykeon est mentionné dans les textes homériques : l'Iliade le décrit comme étant composé de vin pramnien, d'orge et de fromage de chèvre râpé. Dans l'Odyssée, Circé ajoute du miel et y verse sa potion magique. Dans l'Hymne homérique à Déméter, la déesse refuse le vin rouge mais accepte le kykeon à base d'eau, d'orge et de pouliot.
On lui attribue des propriétés digestives : dans La Paix d'Aristophane, Hermès le recommande au héros qui mangeait trop de fruits secs et de noix.
Les aristocrates le dédaignaient quelque peu, en tant que boisson paysanne : les Charactères de Théophraste représentent un paysan qui se rend à l'Ecclesia ivre de kykeon.

## Mystères Éleusiniens
En s'interrogeant sur la résolution du mystère selon lequel tant de personnes, au cours de deux millénaires, auraient systématiquement expérimenté des états de transe révélatrice au cours de Mystères, on suppose que l'orge utilisé dans cette boisson était parasité par l'ergot et que les propriétés psychoactives de ce champignon engendrent des expériences psychologiques intenses, évoquées par ces participants,.
La découverte de fragments d'ergot (champignons contenant des alcaloïdes psychédéliques de type LSD) dans un temple dédié aux deux déesses Éleusiniennes fouillé sur le site de Mas Castellar (Gérone, Espagne) fourni une probable preuve pour cette théorie. Des fragments d'ergot y ont été trouvés à l'intérieur d'un vase et dans le tartre dentaire d'un homme de 25 ans, prouvant la consommation d'ergot.